# 반결합 분자 오비탈
반결합 분자 오비탈이란 분자 오비탈중에 전자가 차면 결합 차수가 감소하는 오비탈을 말한다.
화학 결합 이론에서 결합 방지 오비탈은 두 원자 사이의 화학 결합을 약화시키고 분리된 원자에 비해 분자의 에너지를 높이는 데 도움을 주는 일종의 분자 오비탈이다. 이러한 오비탈은 핵 사이의 결합 영역에 하나 이상의 노드가 있다. 오비탈의 전자 밀도는 결합 영역 외부에 집중되어 있으며 한 핵을 다른 핵에서 끌어당기는 역할을 하고 두 원자 사이에 상호 반발을 일으키는 경향이 있다. 이것은 별도의 원자보다 에너지가 낮고 화학 결합을 담당하는 결합 분자 오비탈과 대조된다.

## 같이 보기
- 전도띠
- 원자가 결합 이론
- 분자궤도함수 이론
- 공액계